# Ehemalige Allmende-Viehweiden Lachen-Speyerdorf
Das Naturschutzgebiet Ehemalige Allmende-Viehweiden Lachen-Speyerdorf liegt in der kreisfreien Stadt Neustadt an der Weinstraße in Rheinland-Pfalz.

## Lage
Das Gebiet erstreckt sich östlich von Lachen-Speyerdorf, einem Stadtteil von Neustadt an der Weinstraße. Westlich des Gebietes verläuft die A 65, nördlich die Kreisstraße K 1 und südlich die B 39. Unweit nördlich fließt der Speyerbach. Der Kanzgraben bildet stellenweise die südliche Grenze des Naturschutzgebiets.

## Bedeutung
Das rund 105 ha große Gebiet wurde im Jahr 2013 unter der Kennung 7316-221 unter Naturschutz gestellt. Es umfasst den Randbereich des Speyerbach-Schwemmfächers: Sand-, Halbtrocken- und Trockenrasen, Silbergrasfluren, Magerwiesen, Magerweiden, Nass- und Feuchtwiesen, Gebüsche und randständige Baumgruppen.

## Besonderheiten
Inmitten des Naturschutzgebiets befindet sich der Flugplatz Lachen-Speyerdorf.